# Menhir von Ober-Saulheim

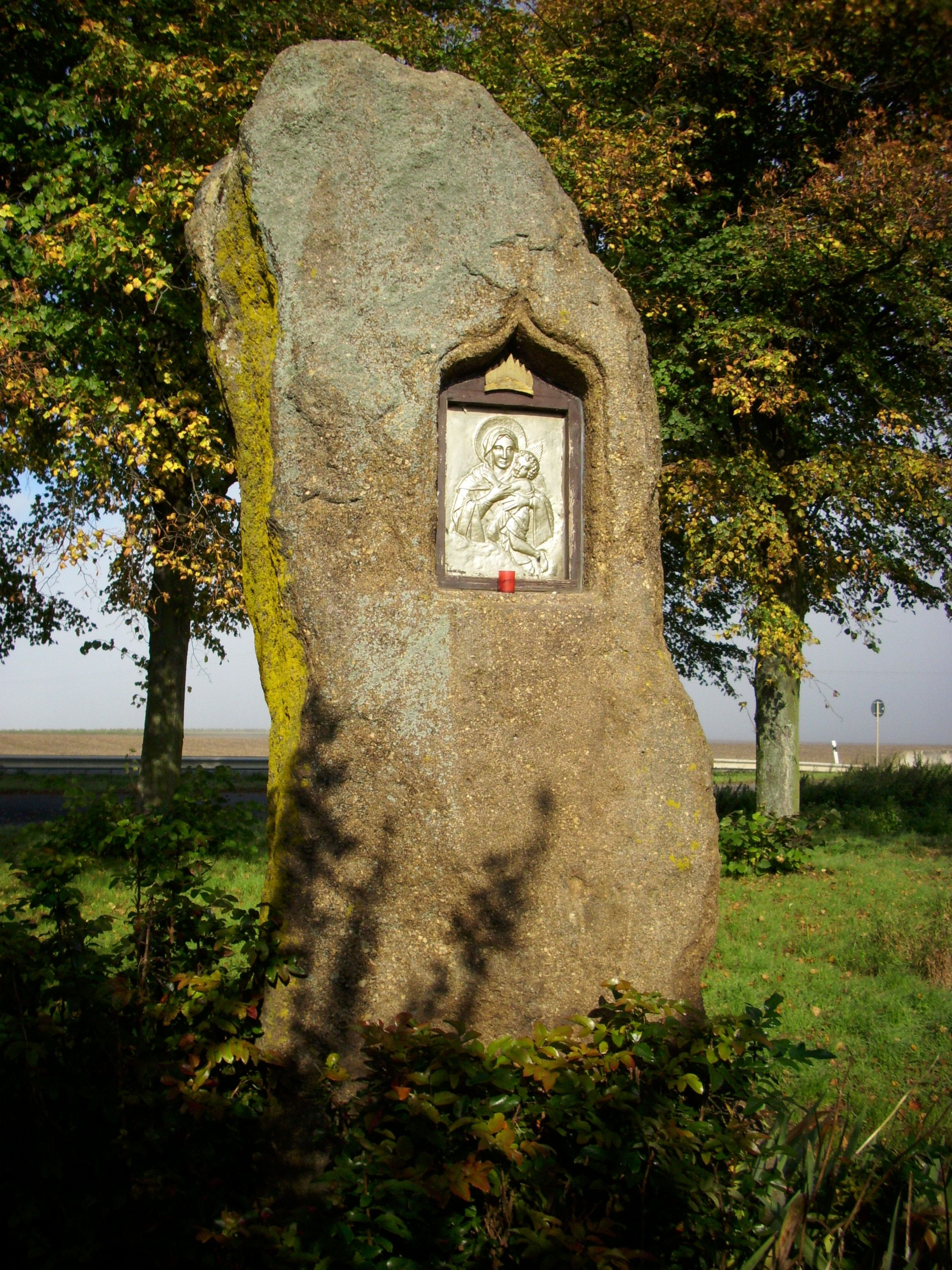
Der Menhir von Ober-Saulheim

Der Menhir von Ober-Saulheim (auch als Langer Stein, Der Lange Stein oder Teufelsstein bezeichnet) ist ein Menhir bei Saulheim im Landkreis Alzey-Worms in Rheinland-Pfalz.

## Lage und Beschreibung
Der Menhir befindet sich südlich von Saulheim und nordöstlich von Wörrstadt auf dem nordöstlichen Hang der Wörrstädter Höhe an einem Parkplatz neben der L 401. Er ist von einer Hecke umstanden.
Der Menhir besteht aus Kalkstein. Er hat eine Höhe von 320 cm, eine Breite von 160 cm und eine Tiefe von 80 cm. Er ist säulenförmig, leicht gekrümmt und endet in einer abgerundeten Spitze. Auf der Nordseite weist er eine tiefe, über die gesamte Länge des Steins verlaufende Rinne auf. Von Westen aus betrachtet wirkt der Stein sehr phallisch, die Nordseite hingegen erinnert eher an weibliche Formen. An der Südostseite wurde im ausgehenden Mittelalter eine spätgotische Nische eingemeißelt, die ein Marienbildnis birgt.
Der Lange Stein diente lange als Gerichtsstätte. In seiner Nähe soll ein zweiter Stein gestanden haben, bei dem es sich wohl um den Sockel eines Holzkreuzes handelte. Wegen seiner Form erhielt er im Volksmund den Namen „Des Teufels Suppenschüssel“.

## Der Menhir in regionalen Sagen
Um den Stein ranken sich mehrere Sagen. Laut der ersten kam der Stein an seinen Standort, als der Teufel sah, dass in Wörrstadt eine Kirche gebaut wurde. Darauf schleuderte er einen Stein vom Donnersberg. Doch er zielte zu weit und der Stein landete zwischen Wörrstadt und Saulheim.
Eine weitere erzählt, dass ein reicher Mann an dieser Stelle einen Schatz vergrub. Da der Teufel seine Seele bekommen wollte, setzte er den Stein darauf. Der Mann kam nun nicht mehr an seinen Schatz heran und erhängte sich am nächsten Baum. Der Schatz wird seitdem von einer Eule (nach einer anderen Variante von einem Zwerg) bewacht. Als eines Tages ein Jüngling vorbeikam, bot ihm der Zwerg einen Teil des Schatzes an, vorausgesetzt, der Jüngling würde anschließend eine der drei Todsünden Trunkenheit, Ehebruch oder Mord begehen. Er wählte als geringstes Übel die Trunkenheit, beging aber in seinem Rausch auch noch Ehebruch und ermordete schließlich noch den gehörnten Ehemann als dieser ihn ertappte.
Eine dritte Sage berichtet von einer armen Frau aus Wörrstadt, die während der französischen Revolutionskriege ihre Ersparnisse auf der Spitze des Steins versteckte. Nach Kriegsende war das gesamte Geld noch vorhanden.
Eine vierte Sage beruht auf einer wahren Begebenheit. 1883 wurde versucht, den Stein zu entfernen. Dabei kamen zwei Männer ums Leben. Seitdem geht die Sage, dass der Stein jeden erschlägt, der versucht, ihn umzulegen.